# قطعنامه ۱۰۷۱ شورای امنیت
قطعنامه  ۱۰۷۱ شورای امنیت سازمان ملل متحد که در تاریخ ۳۰ اوت ۱۹۹۶ تصویب شد، سندی بین‌المللی دربارهٔ بررسی وضعیت در لیبریا است. این قطعنامه طی نشست ۳۶۹۴ام با ۱۵ رای موافق، ۰ مخالف و ۰ ممتنع تصویب شد.